# A makói városi bíróság épülete

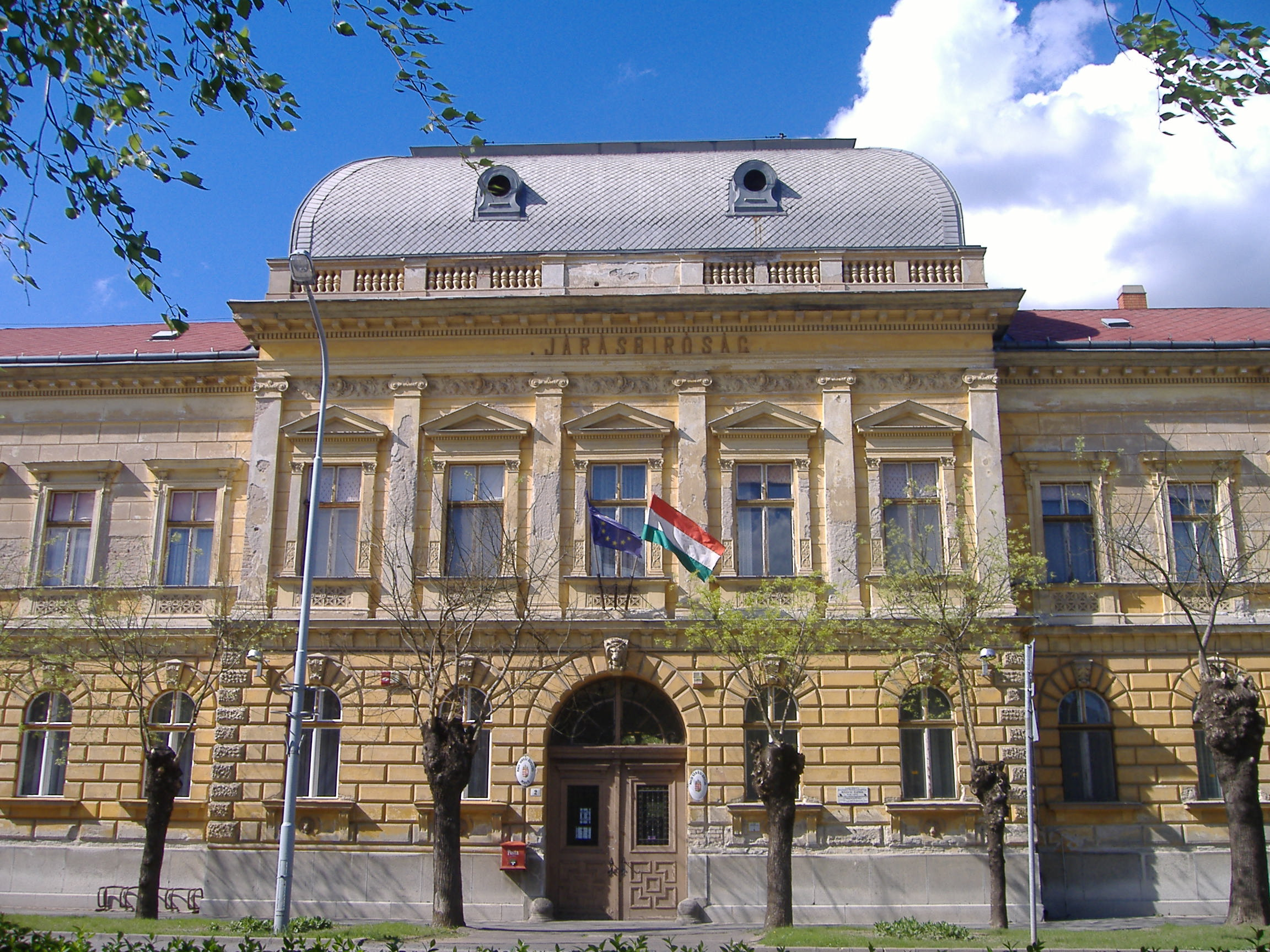
A bíróság épülete

A makói járásbíróság épülete a település eklektikus építészeti örökségei közé tartozik.
A járásbíróságokat 1872-ben állították fel Magyarországon, így Makón is. Az igazságügyi minisztérium 1896-ban új épület felállítását rendelte el. Az építés körülményeiről, határidejéről, terveiről nem maradt fönn semmilyen dokumentum, a bíróság tervezőjének neve sem ismert. 
Az épület a városközpontban található, a városháza szomszédságában. Kétszintes, hangsúlyos, jón fejes pilaszterrel tagolt középrizalittal, a tető erősen kiemelt, teknőszerű. Rajta kovácsoltvas díszítést helyeztek el. Tengelyképlete 4+5+4. A földszinti homlokzat kváderezett, az emeleti vonalkázott. Az épület koronázópárkánya fogazott, a rizalit főpárkánya fölé ballusztrádos fölfalazás készült. Ablakai íves vagy vízszintes záródásúak, szemöldöktimpanonnal díszettek. A szemöldökpárkány mindegyiknél erőteljes. Az utcafronti épületrész középfolyosós és kéttraktusos, míg a belső szárny oldalfolyosós és egyszakaszos.
Az épület megépítése óta bíróságként üzemel; szolgálati lakásában született Mályusz Elemér középkorkutató, történész.

## További információ
- Historizáló építészet Magyarországon